# Sailin' home (Het beste van Piet Veerman)
Sailin' home, ondertitel Het beste van Piet Veerman is een verzamelalbum van Piet Veerman uit 1996. Het stond tien weken in de Album Top 100 met nummer 50 als hoogste notering. Het is een verzamelalbum dat nummers uit zijn solo-carrière weergeeft sinds hij in 1975 zijn eerste album Rollin' on a river uitbracht.

## Nummers
| Nummer | Naam                                          | Geschreven door                                                | Duur |
| ------ | --------------------------------------------- | -------------------------------------------------------------- | ---- |
| 1-1    | Sailin' home                                  | Đorđe Novković, Marina Tucaković, Alan Parfitt en Piet Veerman | 4:35 |
| 1-2    | Walking together                              | Bruce Smith en Gerard Stellaard                                | 4:35 |
| 1-3    | A new tomorrow                                | Alan Parfitt, Gerard Stellaard en Piet Veerman                 | 4:52 |
| 1-4    | Whenever you need me                          | Alides Hidding en Piet Veerman                                 | 4:04 |
| 1-5    | Go on home                                    | Marion Black, Piet Veerman en Bruce Smith                      | 4:32 |
| 1-6    | Old time feeling                              | Tom Jans en Will Jennings                                      | 3:40 |
| 1-7    | Garden of love                                | Chris Howse                                                    | 4:28 |
| 1-8    | Follow me                                     | Hal Shaper, Herbert Kretzmer en Joaquín Rodrigo                | 4:38 |
| 1-9    | Cry of freedom                                | Giuseppe Verdi, Bruce Smith en Piet Veerman                    | 4:20 |
| 1-10   | Lament                                        | Jon Anderson                                                   | 3:28 |
| 1-11   | Mexican girl                                  | Chris Norman en Pete Spencer                                   | 3:42 |
| 1-12   | Boy from nowhere                              | Eddie Seago en Mike Leander                                    | 3:56 |
| 1-13   | Soledad                                       | Emilio José, evt. met Roberto Delgado                          | 4:14 |
| 1-14   | Vaya con Dios                                 | Larry Russell, Inez James en Buddy Pepper                      | 3:39 |
| 1-15   | Rollin' on a river                            | Piet Veerman en Nail Che                                       | 5:45 |
| 1-16   | Yesterday                                     | Piet Veerman en Nail Che                                       | 5:14 |
| 2-1    | My special prayer                             | Wini Scott                                                     | 3:01 |
| 2-2    | Arms of Mary                                  | Iain Sutherland                                                | 3:00 |
| 2-3    | Annie's song                                  | John Denver                                                    | 2:58 |
| 2-4    | Good year for the roses                       | Jerry Chesnut                                                  | 3:21 |
| 2-5    | Crying                                        | Joe Melson en Roy Orbison                                      | 3:32 |
| 2-6    | When you walk in the room (met Anny Schilder) | Jackie DeShannon                                               | 3:33 |
| 2-7    | Always on my mind                             | Johnny Christopher, Mark James en Wayne Carson                 | 3:37 |
| 2-8    | Ticket to heaven                              | Mark Knopfler                                                  | 4:16 |
| 2-9    | Free                                          | Ellert Driessen                                                | 4:11 |
| 2-10   | Morning rhyme                                 | Piet Veerman                                                   | 4:06 |
| 2-11   | (La comparsita) La paloma                     | Mathos Rodriquez en Sebastián Iradier                          | 3:43 |
| 2-12   | Recuerda                                      | Juan Záizar                                                    | 3:18 |
| 2-13   | Amor                                          | Gabriel Ruiz en Ricardo López Méndez                           | 3:35 |
| 2-14   | Mexican divorce                               | Burt Bacharach en Bob Hilliard                                 | 2:51 |
| 2-15   | Living to love you                            | Piet Veerman                                                   | 5:43 |
| 2-16   | Maria                                         | Joe Mcdonald                                                   | 4:00 |